# 阿尔多·蒙塔诺 (1978年)
阿尔多·蒙塔诺（義大利語：Aldo Montano，1978年11月18日—），意大利男子击剑运动员。他曾获得2004年夏季奥运会锦标赛男子佩剑个人金牌。

## 家庭
祖父老阿尔多·蒙塔诺和父亲马里奥·阿尔多·蒙塔诺也都是击剑运动员。